# Unione Sportiva Pistoiese 1948-1949
Questa voce raccoglie le informazioni riguardanti  l'Unione Sportiva Pistoiese nelle competizioni ufficiali della stagione 1948-1949.

## Rosa
| N. |                   | Ruolo | Calciatore     |
| -- | ----------------- | ----- | -------------- |
|    | Italia (bandiera) | A     | P. Aldi        |
|    | Italia (bandiera) | D     | M. Bolognini   |
|    | Italia (bandiera) | A     | Cesare Cecchi  |
|    | Italia (bandiera) | A     | G. Dini        |
|    | Italia (bandiera) | D     | A. Donati      |
|    | Italia (bandiera) | C     | Ardico Magnini |
|    | Italia (bandiera) | C     | B. Nardi       |
|    | Italia (bandiera) | D     | R. Nerozzi     |

| N. |                    | Ruolo | Calciatore            |
| -- | ------------------ | ----- | --------------------- |
|    | Italia (bandiera)  | P     | V. Parrocchi          |
|    | Italia (bandiera)  | D     | Giorgio Pesi          |
|    | Italia (bandiera)  | C     | Dante Petri           |
|    | Francia (bandiera) | A     | Giuseppe Russiani     |
|    | Italia (bandiera)  | P     | Q. Setti              |
|    | Italia (bandiera)  | A     | Giuliano Tagliasacchi |
|    | Italia (bandiera)  | D     | Renato Targioni       |